# Acacia nossibiensis
Acacia nossibiensis é uma espécie de leguminosa do gênero Acacia, pertencente à família Fabaceae.